# Abatia
Abatia – rodzaj roślin z rodziny wierzbowatych (Salicaceae). Obejmuje ok. 10 gatunków występujących w górach w tropikalnej części Ameryki Południowej, w Andach powyżej górnej granicy lasu. Liście A. rugosa wykorzystywane są w Peru do produkcji czarnego barwnika.

## Systematyka
Pozycja systematyczna według APweb (aktualizowany system APG IV z 2016)
Rodzaj z rodziny wierzbowatych (Salicaceae). W innych systemach klasyfikacyjnych zaliczany do rodzin: strzeligłowowatych (Flacourtiaceae) i męczennicowatych (Passifloraceae).
Wykaz gatunków
- Abatia americana (Gardner) Eichler
- Abatia angeliana Alford
- Abatia canescens Sleumer
- Abatia glabra Sleumer
- Abatia mexicana Baill.
- Abatia microphylla Taub.
- Abatia parviflora Ruiz & Pav.
- Abatia rugosa Ruiz & Pav.
- Abatia spicata (Turcz.) Sleumer
- Abatia stellata Lillo